# Charles Lyttelton, X visconte Cobham

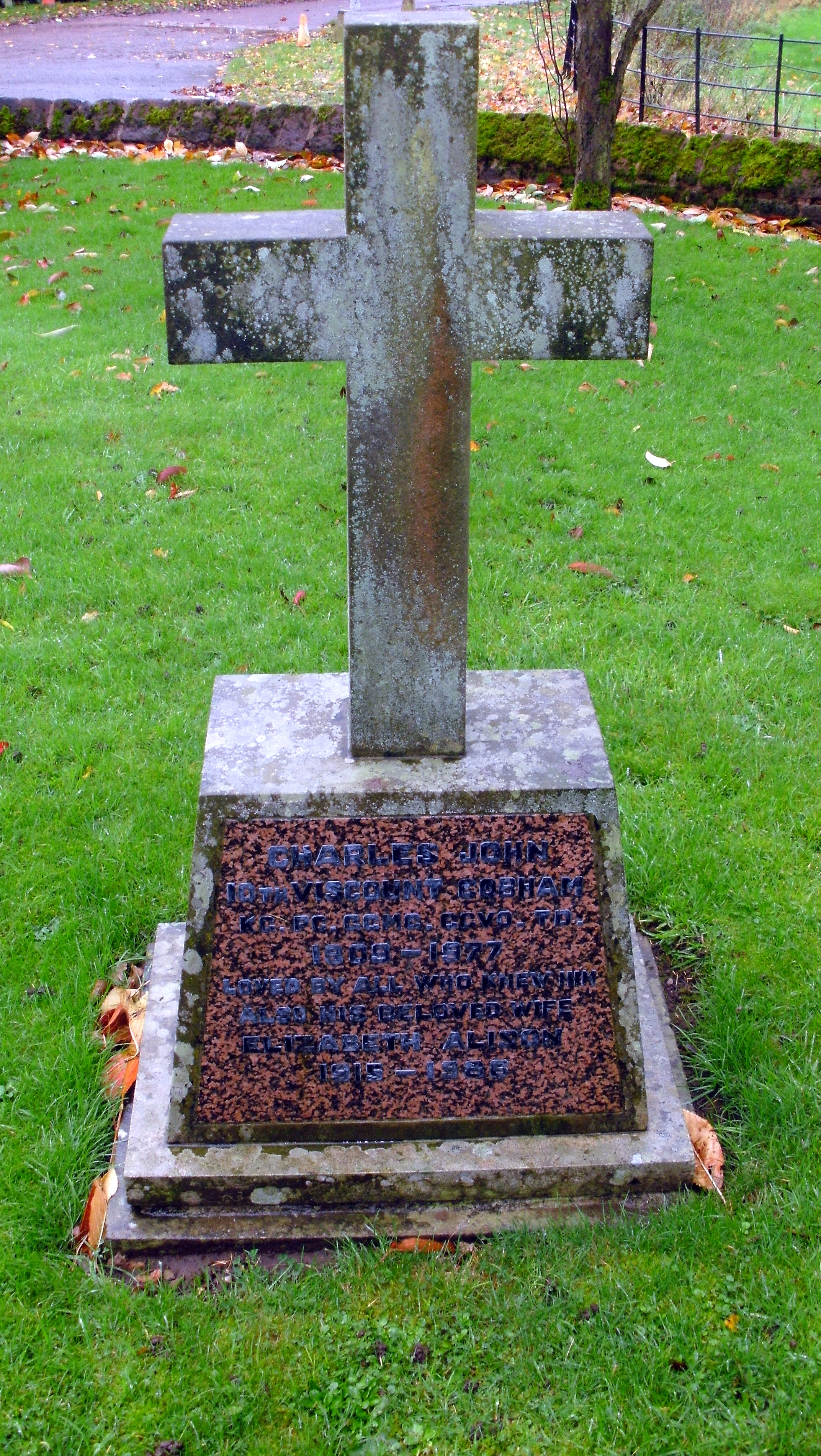
St John the Baptist, Hagley

Charles John Lyttelton, X visconte Cobham (Kensington, 8 agosto 1909 – Marylebone, 20 marzo 1977) è stato un ufficiale e politico britannico.

## Biografia
Lyttelton è nato a Kensington, figlio di John Lyttelton, IX visconte Cobham, e di sua moglie, Violet Yolande Leonard. Era cugino del musicista Humphrey Lyttelton. Studiò all'Eton e al Trinity College (Cambridge).
Era il pronipote di George Lyttelton, IV barone Lyttelton, Governatore della Nuova Zelanda, che era stato presidente della Canterbury Association e ha contribuito finanziariamente allo sviluppo precoce di Christchurch. Ha visitato la Nuova Zelanda nel 1950 in relazione al patrimonio immobiliare di Christchurch.

## Carriera

### Carriera militare
Lyttelton è entrato nel Territorial Army nel 1933. Ha prestato servizio nella seconda guerra mondiale in Francia dal 1940. È stato comandante del 5º reggimento dal 1943.
Lyttelton è stato fatto colonnello onorario del Queen's Own Warwickshire and Worcestershire Yeomanry il 1 aprile 1969.

### Carriera politica
Dopo la guerra ha voluto seguire le orme del padre ed entrò nella Camera dei comuni. Tuttavia, suo padre morì nel 1949 e Lyttelton gli succedette come visconte Cobham.
Cobham è diventato il Governatore della Nuova Zelanda, il 5 settembre 1957. Venne visto come un uomo amante dello sport, in quanto giocatore di cricket, golf e di rugby. Fatti di rilievo durante il suo mandato includevano l'indipendenza del Western Samoa e l'apertura del Auckland Harbour Bridge.
Ha servito fino al 13 settembre 1962. Era un abile oratore e un libro dei suoi discorsi ha venduto circa 50 000 copie donando £ 10,000 dei profitti al Outward Bound. È stato Lord luogotenente del Worcestershire (1963-1974).

## Matrimonio
Sposò, il 30 aprile 1942, Elizabeth Alison Makeig-Jones , figlia di John Makeig-Jones. Ebbero otto figli:
- John Lyttelton, XI visconte Cobham (5 giugno 1943-13 luglio 2006);
- Juliet Meriel Lyttelton (28 luglio 1944), sposò John Michael Dugale, ebbero quattro figli;
- Elizabeth Catherine Lyttelton (7 febbraio 1946), sposò George Weld-Forester, VIII barone Forester, ebbero quattro figli;
- Christopher Lyttelton, XII visconte Cobham (23 ottobre 1947);
- Richard Cavendish Lyttelton (24 luglio 1949), sposò Romilly Barker, ebbero due figli[6];
- Nicholas Makeig Lyttelton (3 gennaio 1951-10 giugno 2014), sposò June Carrington, ebbero un figlio;
- Lucy Lyttelton (10 giugno 1954), sposò Mark Kemp-Gee, ebbero tre figli;
- Sarah Lyttelton (10 giugno 1954), sposò Nicholas Bedford, ebbero due figlie[7].

## Morte
Morì il 20 marzo 1977 a Marylebone, Londra.

## Ascendenza
|                                         |               |                                      | Genitori                                 |  |  | Nonni |  |  | Bisnonni                              |  |  | Trisnonni                               |  |
|                                         |               |                                      |                                          |  |  |       |  |  | George Lyttelton, IV barone Lyttelton |  |  | William Lyttelton, III barone Lyttelton |  |
|                                         |               |                                      |                                          |  |  |       |  |  | George Lyttelton, IV barone Lyttelton |  |  | William Lyttelton, III barone Lyttelton |  |
|                                         |               | lady Sarah Spencer                   |                                          |  |  |       |  |  | George Lyttelton, IV barone Lyttelton |  |  |                                         |  |
| Charles Lyttelton, VIII visconte Cobham |               |                                      |                                          |  |  |       |  |  | George Lyttelton, IV barone Lyttelton |  |  |                                         |  |
|                                         |               | Mary Glynne                          | sir Stephen Glynne, VIII baronetto       |  |  |       |  |  |                                       |  |  |                                         |  |
|                                         |               | Mary Glynne                          | sir Stephen Glynne, VIII baronetto       |  |  |       |  |  |                                       |  |  |                                         |  |
|                                         |               | Mary Glynne                          | hon. Mary Griffin                        |  |  |       |  |  |                                       |  |  |                                         |  |
| John Lyttelton, IX visconte Cobham      |               | Mary Glynne                          |                                          |  |  |       |  |  |                                       |  |  |                                         |  |
|                                         |               | William Cavendish, II barone Chesham | Charles Cavendish, I barone Chesham      |  |  |       |  |  |                                       |  |  |                                         |  |
|                                         |               | William Cavendish, II barone Chesham | Charles Cavendish, I barone Chesham      |  |  |       |  |  |                                       |  |  |                                         |  |
|                                         |               | William Cavendish, II barone Chesham | lady Catherine Gordon                    |  |  |       |  |  |                                       |  |  |                                         |  |
| hon. Mary Cavendish                     |               | William Cavendish, II barone Chesham |                                          |  |  |       |  |  |                                       |  |  |                                         |  |
|                                         |               | Henrietta Frances Lascelles          | hon. William Saunders Sebright Lascelles |  |  |       |  |  |                                       |  |  |                                         |  |
|                                         |               | Henrietta Frances Lascelles          | hon. William Saunders Sebright Lascelles |  |  |       |  |  |                                       |  |  |                                         |  |
|                                         |               | Henrietta Frances Lascelles          | lady Caroline Georgiana Howard           |  |  |       |  |  |                                       |  |  |                                         |  |
| Charles Lyttelton, X visconte Cobham    |               | Henrietta Frances Lascelles          |                                          |  |  |       |  |  |                                       |  |  |                                         |  |
|                                         | James Leonard | John William Weston Leonard          |                                          |  |  |       |  |  |                                       |  |  |                                         |  |
|                                         | James Leonard | John William Weston Leonard          |                                          |  |  |       |  |  |                                       |  |  |                                         |  |
|                                         | James Leonard | Elizabeth Taylor                     |                                          |  |  |       |  |  |                                       |  |  |                                         |  |
| Charles Henry Brandt Leonard            | James Leonard |                                      |                                          |  |  |       |  |  |                                       |  |  |                                         |  |
|                                         |               | Eliza Howard                         | John Hassall Howard                      |  |  |       |  |  |                                       |  |  |                                         |  |
|                                         |               | Eliza Howard                         | John Hassall Howard                      |  |  |       |  |  |                                       |  |  |                                         |  |
|                                         |               | Eliza Howard                         | Susannah Brant                           |  |  |       |  |  |                                       |  |  |                                         |  |
| Violet Yolande Leonard                  |               | Eliza Howard                         |                                          |  |  |       |  |  |                                       |  |  |                                         |  |
|                                         |               | …                                    | …                                        |  |  |       |  |  |                                       |  |  |                                         |  |
|                                         |               | …                                    | …                                        |  |  |       |  |  |                                       |  |  |                                         |  |
|                                         |               | …                                    | …                                        |  |  |       |  |  |                                       |  |  |                                         |  |
| Catherine Le Sueur                      |               | …                                    |                                          |  |  |       |  |  |                                       |  |  |                                         |  |
|                                         |               | …                                    | …                                        |  |  |       |  |  |                                       |  |  |                                         |  |
|                                         |               | …                                    | …                                        |  |  |       |  |  |                                       |  |  |                                         |  |
|                                         |               | …                                    | …                                        |  |  |       |  |  |                                       |  |  |                                         |  |
|                                         |               | …                                    |                                          |  |  |       |  |  |                                       |  |  |                                         |  |